# Hanušovce nad Topľou
Hanušovce nad Topľou es un municipio del distrito de Vranov nad Topľou en la región de Prešov, Eslovaquia, con una población estimada a final del año 2024 de 3728 habitantes.
Se encuentra ubicado en el centro-sur de la región, cerca del río Topľa (cuenca hidrográfica del río Tisza) y de la frontera con la región de Košice.

## Demografía
| Año        | 1994 | 2004    | 2014    | 2024    |
| ---------- | ---- | ------- | ------- | ------- |
| Población  | 3456 | 3668    | 3752    | 3728    |
| Diferencia |      | +6,13 % | +2,29 % | −0,63 % |

| Año        | 2023 | 2024    |
| ---------- | ---- | ------- |
| Población  | 3730 | 3728    |
| Diferencia |      | −0,05 % |